# Peter Muckenhuber
Peter Muckenhuber (nascido em 16 de fevereiro de 1955) é um ex-ciclista austríaco. Competiu nos Jogos Olímpicos de Verão de 1980 em Moscou, onde fez parte da equipe de ciclismo austríaca que terminou na décima sexta posição nos 100 km contrarrelógio por equipes.